# Le Braqueur, la dernière course
Pour plus de détails, voir Fiche technique et Distribution.
Le Braqueur, la dernière course (Der Raüber) est un film allemand réalisé par Benjamin Heisenberg et sorti en 2010. Il a été inspiré par l'histoire de Johann Kastenberger, surnommé Pumpgun-Ronnie.

## Synopsis
Johann, braqueur de banque, sort de prison après 6 années d'incarcération. Trouver un travail, un appartement ne sont pas ses priorités. Seuls comptent la course à pied et les braquages.

## Fiche technique
- Titre original : Der Räuber
- Réalisation : Benjamin Heisenberg
- Scénario : Benjamin Heisenberg d'après le roman de Martin Prinz
- Photographie : Reinhold Vorschneider
- Musique : Lorenz Dangel
- Distribution des rôles : Markus Schleinzer
- Son : Marc Parisotto
- Montage : Andrea Wagner
- Décors : Renate Schmaderer
- Costumes : Stephanie Rieß
- Sociétés de production : Nikolaus Geyrhalter Filmproduktion et Peter Heilrath Filmproduktion
- Genre : Film dramatique et biographique
- Durée : 96 minutes
- Pays d'origine :  Allemagne,  Autriche
- Date de sortie : France : 10 novembre 2010

## Distribution
- Andreas Lust : Johann Rettenberger
- Franziska Weisz : Erika
- Florian Wotruba : Markus Kreczi
- Johann Bednar : Commissaire Lukas
- Markus Schleinzer : l'agent de probation
- Roman Kettner : le concierge
- Hannelore Klauber-Laursen : la caissière
- Tabea Werich : la jeune femme devant le supermarché
- Nina Steiner : la conseillère de l’agence pour l'emploi
- Josef Romstorffer : le collègue d'Erika

## Récompenses et distinctions
- 2011 : Meilleur film au Festival international du film de Dublin